# Copa Sudamericana 2022
La Copa Sudamericana 2022, denominada oficialmente Copa Conmebol Sudamericana 2022, fue la vigésima primera edición del torneo organizado por la Confederación Sudamericana de Fútbol, en la que participaron equipos de diez países: Argentina, Bolivia, Brasil, Chile, Colombia, Ecuador, Paraguay, Perú, Uruguay y Venezuela.
Desde esta edición, Conmebol eliminó la norma del gol visitante en todas sus competiciones.
El campeón fue Independiente del Valle, de Ecuador, que venció en la final a São Paulo, de Brasil, por 2-0, logrando así su segunda consagración en el certamen. Por lo que disputó la Recopa Sudamericana 2023 contra Flamengo, campeón de la Copa Libertadores 2022, además clasificó automáticamente para la Copa Libertadores 2023 y la edición piloto del nuevo torneo denominado Desafío de Clubes Conmebol-UEFA 2023 contra el campeón de la Liga Europa de la UEFA 2022-23.

## Formato
El 2 de octubre de 2020, el Consejo de la Conmebol aprobó la implementación de cambios de formato a la Copa Sudamericana a partir de la edición 2021, con el objetivo de asegurar que cada uno de los países esté mejor representado en las diferentes etapas de la competencia. Los participantes se distribuyen de la siguiente manera:
- En la primera fase, equipos de todas las federaciones excepto Argentina y Brasil jugaron contra un equipo de su misma federación en llaves a doble partido. Los ganadores clasificaron a la fase de grupos, asegurando que al menos dos equipos de cada federación participaron en la fase de grupos.
- Se incluyeron en la fase de grupos, los equipos de Argentina y Brasil, así como los cuatro equipos eliminados en la tercera fase de la Copa Libertadores. Los ganadores de cada grupo se clasificaron a los octavos de final.
- Los ocho mejores terceros de la fase de grupos de la Copa Libertadores entraron a la competición en octavos de final.

|                             |                             | Equipos que entran en esta fase                                                       | Equipos que provienen de la fase anterior     | Equipos transferidos de la Copa Libertadores                             |
| --------------------------- | --------------------------- | ------------------------------------------------------------------------------------- | --------------------------------------------- | ------------------------------------------------------------------------ |
| Primera fase (32 equipos)   | Primera fase (32 equipos)   | - 4 equipos de Bolivia, Chile, Colombia, Ecuador, Paraguay, Perú, Uruguay y Venezuela |                                               |                                                                          |
| Fase de grupos (32 equipos) | Fase de grupos (32 equipos) | - 6 equipos de Argentina y 6 equipos de Brasil                                        | - 16 equipos clasificados de la primera fase  | - 4 equipos perdedores de la fase 3 de la Copa Libertadores              |
| Fases finales (16 equipos)  | Fases finales (16 equipos)  |                                                                                       | - 8 equipos clasificados de la fase de grupos | - 8 equipos en tercer lugar de la fase de grupos de la Copa Libertadores |

### Distribución de cupos
| País                                      | Cupos | Octavos de final | Fase de grupos | Primera fase |
| ----------------------------------------- | ----- | ---------------- | -------------- | ------------ |
| Bolivia                                   | 4     | Indefinido       | 2 ←            | ← 4          |
| Chile                                     | 4     | Indefinido       | 2 ←            | ← 4          |
| Colombia                                  | 4     | Indefinido       | 2 ←            | ← 4          |
| Ecuador                                   | 4     | Indefinido       | 2 ←            | ← 4          |
| Paraguay                                  | 4     | Indefinido       | 2 ←            | ← 4          |
| Perú                                      | 4     | Indefinido       | 2 ←            | ← 4          |
| Uruguay                                   | 4     | Indefinido       | 2 ←            | ← 4          |
| Venezuela                                 | 4     | Indefinido       | 2 ←            | ← 4          |
| Argentina                                 | 6     | Indefinido       | 6              | No participa |
| Brasil                                    | 6     | Indefinido       | 6              | No participa |
| Transferidos de la Copa Libertadores 2022 | 12    | 8                | 4              | No participa |
| Fase anterior                             |       | 8                | 16             | No participa |
| Total                                     | 56    | 16               | 32             | 32           |

### Calendario
El calendario del torneo fue publicado por Conmebol el 16 de agosto de 2021.
| Fase           | Ronda            | Fecha de sorteo | Ida                | Vuelta               |
| -------------- | ---------------- | --------------- | ------------------ | -------------------- |
| Clasificatoria | Primera          | 20 de diciembre | 8 al 10 de marzo   | 15 al 17 de marzo    |
| Grupos         | Fecha 1          | 25 de marzo     | 5 al 7 de abril    | 5 al 7 de abril      |
| Grupos         | Fecha 2          | 25 de marzo     | 12 al 14 de abril  | 12 al 14 de abril    |
| Grupos         | Fecha 3          | 25 de marzo     | 26 al 28 de abril  | 26 al 28 de abril    |
| Grupos         | Fecha 4          | 25 de marzo     | 3 al 5 de mayo     | 3 al 5 de mayo       |
| Grupos         | Fecha 5          | 25 de marzo     | 17 al 19 de mayo   | 17 al 19 de mayo     |
| Grupos         | Fecha 6          | 25 de marzo     | 24 al 26 de mayo   | 24 al 26 de mayo     |
| Eliminatoria   | Octavos de final | 27 de mayo      | 28 al 30 de junio  | 5 al 7 de julio      |
| Eliminatoria   | Cuartos de final | 27 de mayo      | 2 al 4 de agosto   | 9 al 11 de agosto    |
| Eliminatoria   | Semifinales      | 27 de mayo      | 30 al 31 de agosto | 6 al 8 de septiembre |
| Eliminatoria   | Final            | 27 de mayo      | 1 de octubre       | 1 de octubre         |

## Sede de la final
La Final en primera instancia se iba a realizar en el estadio Nacional Mané Garrincha de Brasilia, Brasil. No obstante, luego de que la Confederación Brasileña de Fútbol solicitara el cambio de sede a causa de las elecciones generales del país a realizarse el 2 de octubre, el Consejo Directivo de la Conmebol decidió cambiar la sede de la final.
El 23 de junio, la Conmebol anunció el cambio de sede, llevando el encuentro al estadio Mario Alberto Kempes de Córdoba, Argentina.
| Argentina                    |                 |
| Ciudad                       | Estadio         |
| Córdoba                      | Mario A. Kempes |
|                              |                 |
| 57 000 espectadores          |                 |
| Final Copa Sudamericana 2022 |                 |

## Participantes
| País              | Equipo                                                                       | Vía de clasificación |
| ----------------- | ---------------------------------------------------------------------------- | --- |
| Argentina 6 cupos | Banfield Defensa y Justicia Independiente Lanús Racing Club Unión            | Ganador del partido de clasificación de la Copa Diego Armando Maradona 7.º ubicado de la tabla general de la temporada 2021 8.º ubicado de la tabla general de la temporada 2021 9.º ubicado de la tabla general de la temporada 2021 10.º ubicado de la tabla general de la temporada 2021 11.º ubicado de la tabla general de la temporada 2021 |
| Bolivia 4 cupos   | Royal Pari Oriente Petrolero Jorge Wilstermann Guabirá                       | 5.º puesto de la División Profesional de Bolivia 2021 6.º puesto de la División Profesional de Bolivia 2021 7.º puesto de la División Profesional de Bolivia 2021 8.º puesto de la División Profesional de Bolivia 2021 |
| Brasil 6 cupos    | Atlético Goianiense Santos Ceará Internacional São Paulo Cuiabá              | 9.º puesto del Campeonato Brasileño Serie A 2021 10.º puesto del Campeonato Brasileño Serie A 2021 11.º puesto del Campeonato Brasileño Serie A 2021 12.º puesto del Campeonato Brasileño Serie A 2021 13.º puesto del Campeonato Brasileño Serie A 2021 15.º puesto del Campeonato Brasileño Serie A 2021                                        |
| Chile 4 cupos     | Unión La Calera Unión Española Deportes Antofagasta Ñublense                 | 4.º puesto de la Primera División de Chile 2021 5.º puesto de la Primera División de Chile 2021 6.º puesto de la Primera División de Chile 2021 7.º puesto de la Primera División de Chile 2021 |
| Colombia 4 cupos  | Junior América de Cali La Equidad Independiente Medellín                     | 2.º ubicado de la tabla de reclasificación de la Categoría Primera A de Colombia 2021 3.º ubicado de la tabla de reclasificación de la Categoría Primera A de Colombia 2021 4.º ubicado de la tabla de reclasificación de la Categoría Primera A de Colombia 2021 Campeón de la Copa Colombia 2020                                                |
| Ecuador 4 cupos   | 9 de Octubre Liga de Quito Mushuc Runa Delfín                                | 5.º puesto de la tabla acumulada de la Serie A de Ecuador 2021 6.º puesto de la tabla acumulada de la Serie A de Ecuador 2021 7.º puesto de la tabla acumulada de la Serie A de Ecuador 2021 8.º puesto de la tabla acumulada de la Serie A de Ecuador 2021                                                                                       |
| Paraguay 4 cupos  | Nacional Guaireña Sol de América General Caballero                           | 5.º puesto de la tabla acumulada de la Primera División de Paraguay 2021 6.º puesto de la tabla acumulada de la Primera División de Paraguay 2021 Subcampeón de la Copa Paraguay 2021 Campeón de la División Intermedia 2021 |
| Perú 4 cupos      | Melgar Cienciano Sport Boys Ayacucho                                         | 5.º puesto de la tabla acumulada de la Liga 1 del Perú 2021 6.º puesto de la tabla acumulada de la Liga 1 del Perú 2021 7.º puesto de la tabla acumulada de la Liga 1 del Perú 2021 8.º puesto de la tabla acumulada de la Liga 1 del Perú 2021                                                                                                   |
| Uruguay 4 cupos   | Cerro Largo Montevideo Wanderers Liverpool River Plate                       | 5.º puesto de la tabla anual del Campeonato Uruguayo de Primera División 2021 6.º puesto de la tabla anual del Campeonato Uruguayo de Primera División 2021 7.º puesto de la tabla anual del Campeonato Uruguayo de Primera División 2021 8.º puesto de la tabla anual del Campeonato Uruguayo de Primera División 2021                           |
| Venezuela 4 cupos | Deportivo La Guaira Estudiantes de Mérida Metropolitanos Hermanos Colmenárez | 5.º puesto del Hexagonal Final A de la Primera División de Venezuela 2021 6.º puesto del Hexagonal Final A de la Primera División de Venezuela 2021 1.er puesto del Hexagonal Final B de la Primera División de Venezuela 2021 2.º puesto del Hexagonal Final B de la Primera División de Venezuela 2021                                          |

### Equipos transferidos desde la Copa Libertadores 2022
Los cuatro equipos perdedores de la fase 3 de la Copa Libertadores pasarán a la fase de grupos de este torneo, y los ocho que ocupen el tercer puesto en la fase de grupos disputarán los octavos de final.
| Fase                                             | Equipo | Vía de clasificación |
| ------------------------------------------------ | --- | --- |
| Fase clasificatoria 4 cupos en la Fase de grupos | Fluminense Everton Universidad Católica Barcelona                                                                      | Perdedor G1 de la fase 3 de la Copa Libertadores 2022 Perdedor G2 de la fase 3 de la Copa Libertadores 2022 Perdedor G3 de la fase 3 de la Copa Libertadores 2022 Perdedor G4 de la fase 3 de la Copa Libertadores 2022 |
| Fase de grupos 8 cupos en los Octavos de final   | Deportivo Táchira The Strongest Nacional Independiente del Valle Deportivo Cali Colo-Colo Olimpia Universidad Católica | 3.er puesto del grupo A de la Copa Libertadores 2022 3.er puesto del grupo B de la Copa Libertadores 2022 3.er puesto del grupo C de la Copa Libertadores 2022 3.er puesto del grupo D de la Copa Libertadores 2022 3.er puesto del grupo E de la Copa Libertadores 2022 3.er puesto del grupo F de la Copa Libertadores 2022 3.er puesto del grupo G de la Copa Libertadores 2022 3.er puesto del grupo H de la Copa Libertadores 2022 |

### Distribución geográfica de los equipos
Distribución geográfica de las sedes de los equipos participantes:

## Sorteo

### Fase preliminar
El sorteo se realizó el 20 de diciembre de 2021 a las 12:00 (UTC–3) en la sede de la Conmebol, ubicada en la ciudad de Luque, Paraguay. Ese mismo día, se sortearon las fases preliminares de la Copa Libertadores 2022. Por cada asociación miembro, hubo un bombo donde fueron ubicados, los cuatro equipos pertenecientes a dichas federaciones. En los cruces ejercerá la localía en el desquite, aquel haya sido sorteado en posición impar, el cruce de los dos primeros equipos sorteados en cada bombo, recibió la asignación 1 de cada país, para la fase de grupos, el siguiente cruce con los dos equipos restantes recibió la asignación 2.
| Bombo 1                                                        | Bombo 2                                                              | Bombo 3                                                          | Bombo 4                                                                              |
| -------------------------------------------------------------- | -------------------------------------------------------------------- | ---------------------------------------------------------------- | ------------------------------------------------------------------------------------ |
| - Royal Pari - Oriente Petrolero - Jorge Wilstermann - Guabirá | - Unión La Calera - Unión Española - Deportes Antofagasta - Ñublense | - Junior - América de Cali - La Equidad - Independiente Medellín | - 9 de Octubre - Liga de Quito - Mushuc Runa - Delfín                                |
| Bombo 5                                                        | Bombo 6                                                              | Bombo 7                                                          | Bombo 8                                                                              |
| - Nacional - Guaireña - Sol de América - General Caballero     | - Melgar - Cienciano - Sport Boys - Ayacucho                         | - Cerro Largo - Montevideo Wanderers - Liverpool - River Plate   | - Deportivo La Guaira - Estudiantes de Mérida - Metropolitanos - Hermanos Colmenárez |

### Fase de grupos
El sorteo de la Fase de grupos se realizó el 25 de marzo de 2022 a las 12:00 (UTC–3), junto con el sorteo de la fase de grupos de la Copa Libertadores 2022.
Los bombos fueron distribuidos según el ranking Conmebol al 16 de diciembre de 2021. Dos equipos de un mismo país no podían encontrarse en el mismo grupo.
| Bombo 1 | Bombo 2 | Bombo 3 | Bombo 4 |
| --- | --- | --- | --- |
| - Santos (8) - Independiente (10) - São Paulo (13) - Internacional (17) - Racing Club (19) - Liga de Quito (20) - Lanús (24) - Junior (25) | - Defensa y Justicia (36) - Jorge Wilstermann (39) - Independiente Medellín (55) - Melgar (66) - Montevideo Wanderers (73) - Oriente Petrolero (84) - Deportivo La Guaira (89) - Unión La Calera (91) | - River Plate (95) - Atlético Goianiense (100) - Ceará (107) - Banfield (113) - Metropolitanos (131) - Unión (142) - Ayacucho (190) - 9 de Octubre (191) | - Deportes Antofagasta (197) - Guaireña (223) - Cuiabá (253) - General Caballero (-) - Fluminense (30) - Everton (165) - Universidad Católica (120) - Barcelona (18) |

## Fase preliminar
Se constituyó como Primera fase y se disputó por eliminación directa en partidos de ida y vuelta, entre equipos de la misma federación.
| Llave       | Fechas           | Local en la ida        | Global       | Local en la vuelta   | Ida | Vuelta |
| ----------- | ---------------- | ---------------------- | ------------ | -------------------- | --- | ------ |
| Bolivia 1   | 10 y 17 de marzo | Jorge Wilstermann      | 4:3          | Guabirá              | 4:0 | 0:3    |
| Bolivia 2   | 8 y 15 de marzo  | Royal Pari             | 2:6          | Oriente Petrolero    | 2:3 | 0:3    |
| Chile 1     | 10 y 17 de marzo | Unión Española         | 2:2 (1:4 p.) | Deportes Antofagasta | 1:2 | 1:0    |
| Chile 2     | 8 y 15 de marzo  | Ñublense               | 1:2          | Unión La Calera      | 0:0 | 1:2    |
| Colombia 1  | 10 y 17 de marzo | La Equidad             | 1:3          | Junior               | 0:0 | 1:3    |
| Colombia 2  | 9 y 16 de marzo  | Independiente Medellín | 3:3 (3:1 p.) | América de Cali      | 2:1 | 1:2    |
| Ecuador 1   | 10 y 17 de marzo | Delfín                 | 1:3          | 9 de Octubre         | 1:1 | 0:2    |
| Ecuador 2   | 9 y 16 de marzo  | Mushuc Runa            | 1:3          | Liga de Quito        | 0:2 | 1:1    |
| Paraguay 1  | 10 y 17 de marzo | Nacional               | 0:1          | Guaireña             | 0:1 | 0:0    |
| Paraguay 2  | 8 y 15 de marzo  | Sol de América         | 1:5          | General Caballero    | 0:3 | 1:2    |
| Perú 1      | 9 y 16 de marzo  | Ayacucho               | 4:3          | Sport Boys           | 2:0 | 2:3    |
| Perú 2      | 8 y 15 de marzo  | Cienciano              | 1:2          | Melgar               | 1:1 | 0:1    |
| Uruguay 1   | 10 y 17 de marzo | Montevideo Wanderers   | 3:1          | Cerro Largo          | 2:1 | 1:0    |
| Uruguay 2   | 9 y 16 de marzo  | Liverpool              | 0:3          | River Plate          | 0:1 | 0:2    |
| Venezuela 1 | 8 y 15 de marzo  | Estudiantes de Mérida  | 0:6          | Metropolitanos       | 0:2 | 0:4    |
| Venezuela 2 | 10 y 17 de marzo | Hermanos Colmenárez    | 2:3          | Deportivo La Guaira  | 2:0 | 0:3    |

## Fase de grupos
Los participantes se distribuirán en ocho grupos de cuatro equipos cada uno. Los 4 perdedores de la fase 3 de la Copa Libertadores 2022 ingresan en esta fase. Los primeros de cada uno de ellos pasarán a los octavos de final. Los criterios de clasificación son los siguientes:
1. Puntos obtenidos.
2. Diferencia de goles.
3. Mayor cantidad de goles marcados.
4. Mayor cantidad de goles marcados como visitante.
5. Ubicación en el ranking Conmebol.

|  | Equipos clasificados para los octavos de final. |
|  | Equipos eliminados de la competición.           |

### Grupo A
| Equipo               | Pts. | PJ | PG | PE | PP | GF | GC | DG |
| -------------------- | ---- | -- | -- | -- | -- | -- | -- | -- |
| Lanús                | 11   | 6  | 3  | 2  | 1  | 7  | 4  | 3  |
| Barcelona            | 9    | 6  | 2  | 3  | 1  | 9  | 8  | 1  |
| Montevideo Wanderers | 8    | 6  | 2  | 2  | 2  | 6  | 7  | –1 |
| Metropolitanos       | 3    | 6  | 0  | 3  | 3  | 3  | 6  | –3 |

| \| Fecha \| Lugar \| Local \| Resultado \| Visitante \| \| ----------- \| ---------- \| -------------------- \| --------- \| -------------------- \| \| 7 de abril \| Guayaquil \| Barcelona \| 4:2 \| Montevideo Wanderers \| \| 7 de abril \| Caracas \| Metropolitanos \| 0:0 \| Lanús \| \| 14 de abril \| Montevideo \| Montevideo Wanderers \| 1:1 \| Metropolitanos \| \| 14 de abril \| Lanús \| Lanús \| 3:1 \| Barcelona \| \| 28 de abril \| Montevideo \| Montevideo Wanderers \| 0:1 \| Lanús \| \| 28 de abril \| Guayaquil \| Barcelona \| 1:0 \| Metropolitanos \| \| 4 de mayo \| Caracas \| Metropolitanos \| 0:1 \| Montevideo Wanderers \| \| 4 de mayo \| Guayaquil \| Barcelona \| 1:1 \| Lanús \| \| 19 de mayo \| Lanús \| Lanús \| 1:2 \| Montevideo Wanderers \| \| 19 de mayo \| Caracas \| Metropolitanos \| 2:2 \| Barcelona \| \| 25 de mayo \| Lanús \| Lanús \| 1:0 \| Metropolitanos \| \| 25 de mayo \| Montevideo \| Montevideo Wanderers \| 0:0 \| Barcelona \| |            |                      |           |                      |
| Fecha | Lugar      | Local                | Resultado | Visitante            |
| 7 de abril | Guayaquil  | Barcelona            | 4:2       | Montevideo Wanderers |
| 7 de abril | Caracas    | Metropolitanos       | 0:0       | Lanús                |
| 14 de abril | Montevideo | Montevideo Wanderers | 1:1       | Metropolitanos       |
| 14 de abril | Lanús      | Lanús                | 3:1       | Barcelona            |
| 28 de abril | Montevideo | Montevideo Wanderers | 0:1       | Lanús                |
| 28 de abril | Guayaquil  | Barcelona            | 1:0       | Metropolitanos       |
| 4 de mayo | Caracas    | Metropolitanos       | 0:1       | Montevideo Wanderers |
| 4 de mayo | Guayaquil  | Barcelona            | 1:1       | Lanús                |
| 19 de mayo | Lanús      | Lanús                | 1:2       | Montevideo Wanderers |
| 19 de mayo | Caracas    | Metropolitanos       | 2:2       | Barcelona            |
| 25 de mayo | Lanús      | Lanús                | 1:0       | Metropolitanos       |
| 25 de mayo | Montevideo | Montevideo Wanderers | 0:0       | Barcelona            |

### Grupo B
| Equipo      | Pts. | PJ | PG | PE | PP | GF | GC | DG |
| ----------- | ---- | -- | -- | -- | -- | -- | -- | -- |
| Melgar      | 12   | 6  | 4  | 0  | 2  | 10 | 6  | 4  |
| Racing Club | 12   | 6  | 4  | 0  | 2  | 7  | 5  | 2  |
| Cuiabá      | 6    | 6  | 2  | 0  | 4  | 7  | 10 | –3 |
| River Plate | 6    | 6  | 2  | 0  | 4  | 5  | 8  | –3 |

| \| Fecha \| Lugar \| Local \| Resultado \| Visitante \| \| ----------- \| ---------- \| ----------- \| --------- \| ----------- \| \| 7 de abril \| Cuiabá \| Cuiabá \| 2:0 \| Melgar \| \| 7 de abril \| Montevideo \| River Plate \| 0:1 \| Racing Club \| \| 13 de abril \| Arequipa \| Melgar \| 2:0 \| River Plate \| \| 13 de abril \| Avellaneda \| Racing Club \| 2:0 \| Cuiabá \| \| 27 de abril \| Arequipa \| Melgar \| 3:1 \| Racing Club \| \| 27 de abril \| Cuiabá \| Cuiabá \| 1:2 \| River Plate \| \| 3 de mayo \| Montevideo \| River Plate \| 1:2 \| Melgar \| \| 3 de mayo \| Cuiabá \| Cuiabá \| 1:2 \| Racing Club \| \| 18 de mayo \| Montevideo \| River Plate \| 1:2 \| Cuiabá \| \| 18 de mayo \| Avellaneda \| Racing Club \| 1:0 \| Melgar \| \| 26 de mayo \| Avellaneda \| Racing Club \| 0:1 \| River Plate \| \| 26 de mayo \| Arequipa \| Melgar \| 3:1 \| Cuiabá \| |            |             |           |             |
| Fecha | Lugar      | Local       | Resultado | Visitante   |
| 7 de abril | Cuiabá     | Cuiabá      | 2:0       | Melgar      |
| 7 de abril | Montevideo | River Plate | 0:1       | Racing Club |
| 13 de abril | Arequipa   | Melgar      | 2:0       | River Plate |
| 13 de abril | Avellaneda | Racing Club | 2:0       | Cuiabá      |
| 27 de abril | Arequipa   | Melgar      | 3:1       | Racing Club |
| 27 de abril | Cuiabá     | Cuiabá      | 1:2       | River Plate |
| 3 de mayo | Montevideo | River Plate | 1:2       | Melgar      |
| 3 de mayo | Cuiabá     | Cuiabá      | 1:2       | Racing Club |
| 18 de mayo | Montevideo | River Plate | 1:2       | Cuiabá      |
| 18 de mayo | Avellaneda | Racing Club | 1:0       | Melgar      |
| 26 de mayo | Avellaneda | Racing Club | 0:1       | River Plate |
| 26 de mayo | Arequipa   | Melgar      | 3:1       | Cuiabá      |

### Grupo C
| Equipo               | Pts. | PJ | PG | PE | PP | GF | GC | DG |
| -------------------- | ---- | -- | -- | -- | -- | -- | -- | -- |
| Santos               | 11   | 6  | 3  | 2  | 1  | 7  | 5  | 2  |
| Unión La Calera      | 11   | 6  | 3  | 2  | 1  | 6  | 4  | 2  |
| Universidad Católica | 5    | 6  | 1  | 2  | 3  | 7  | 8  | –1 |
| Banfield             | 5    | 6  | 1  | 2  | 3  | 3  | 6  | –3 |

| \| Fecha \| Lugar \| Local \| Resultado \| Visitante \| \| ----------- \| ------------ \| -------------------- \| --------- \| -------------------- \| \| 5 de abril \| Quito \| Universidad Católica \| 0:0 \| Unión La Calera \| \| 5 de abril \| Banfield \| Banfield \| 1:0 \| Santos \| \| 13 de abril \| Santos \| Santos \| 3:2 \| Universidad Católica \| \| 14 de abril \| Viña del Mar \| Unión La Calera \| 1:0 \| Banfield \| \| 27 de abril \| Quito \| Universidad Católica \| 2:0 \| Banfield \| \| 28 de abril \| Viña del Mar \| Unión La Calera \| 1:1 \| Santos \| \| 5 de mayo \| Banfield \| Banfield \| 0:1 \| Unión La Calera \| \| 5 de mayo \| Quito \| Universidad Católica \| 0:1 \| Santos \| \| 17 de mayo \| Banfield \| Banfield \| 1:1 \| Universidad Católica \| \| 18 de mayo \| Santos \| Santos \| 1:0 \| Unión La Calera \| \| 24 de mayo \| Santos \| Santos \| 1:1 \| Banfield \| \| 24 de mayo \| Viña del Mar \| Unión La Calera \| 3:2 \| Universidad Católica \| |              |                      |           |                      |
| Fecha | Lugar        | Local                | Resultado | Visitante            |
| 5 de abril | Quito        | Universidad Católica | 0:0       | Unión La Calera      |
| 5 de abril | Banfield     | Banfield             | 1:0       | Santos               |
| 13 de abril | Santos       | Santos               | 3:2       | Universidad Católica |
| 14 de abril | Viña del Mar | Unión La Calera      | 1:0       | Banfield             |
| 27 de abril | Quito        | Universidad Católica | 2:0       | Banfield             |
| 28 de abril | Viña del Mar | Unión La Calera      | 1:1       | Santos               |
| 5 de mayo | Banfield     | Banfield             | 0:1       | Unión La Calera      |
| 5 de mayo | Quito        | Universidad Católica | 0:1       | Santos               |
| 17 de mayo | Banfield     | Banfield             | 1:1       | Universidad Católica |
| 18 de mayo | Santos       | Santos               | 1:0       | Unión La Calera      |
| 24 de mayo | Santos       | Santos               | 1:1       | Banfield             |
| 24 de mayo | Viña del Mar | Unión La Calera      | 3:2       | Universidad Católica |

### Grupo D
| Equipo            | Pts. | PJ | PG | PE | PP | GF | GC | DG |
| ----------------- | ---- | -- | -- | -- | -- | -- | -- | -- |
| São Paulo         | 16   | 6  | 5  | 1  | 0  | 12 | 3  | 9  |
| Everton           | 11   | 6  | 3  | 2  | 1  | 7  | 4  | 3  |
| Ayacucho          | 4    | 6  | 1  | 1  | 4  | 5  | 8  | –3 |
| Jorge Wilstermann | 2    | 6  | 0  | 2  | 4  | 2  | 11 | –9 |

| \| Fecha \| Lugar \| Local \| Resultado \| Visitante \| \| ----------- \| ------------ \| ----------------- \| --------- \| ----------------- \| \| 5 de abril \| Viña del Mar \| Everton \| 1:1 \| Jorge Wilstermann \| \| 7 de abril \| Lima \| Ayacucho \| 2:3 \| São Paulo \| \| 13 de abril \| Cochabamba \| Jorge Wilstermann \| 0:2 \| Ayacucho \| \| 14 de abril \| São Paulo \| São Paulo \| 2:0 \| Everton \| \| 26 de abril \| Viña del Mar \| Everton \| 2:1 \| Ayacucho \| \| 28 de abril \| Cochabamba \| Jorge Wilstermann \| 1:3 \| São Paulo \| \| 5 de mayo \| Viña del Mar \| Everton \| 0:0 \| São Paulo \| \| 5 de mayo \| Cusco \| Ayacucho \| 0:0 \| Jorge Wilstermann \| \| 18 de mayo \| Cusco \| Ayacucho \| 0:2 \| Everton \| \| 19 de mayo \| São Paulo \| São Paulo \| 3:0 \| Jorge Wilstermann \| \| 25 de mayo \| São Paulo \| São Paulo \| 1:0 \| Ayacucho \| \| 25 de mayo \| Cochabamba \| Jorge Wilstermann \| 0:2 \| Everton \| |              |                   |           |                   |
| Fecha | Lugar        | Local             | Resultado | Visitante         |
| 5 de abril | Viña del Mar | Everton           | 1:1       | Jorge Wilstermann |
| 7 de abril | Lima         | Ayacucho          | 2:3       | São Paulo         |
| 13 de abril | Cochabamba   | Jorge Wilstermann | 0:2       | Ayacucho          |
| 14 de abril | São Paulo    | São Paulo         | 2:0       | Everton           |
| 26 de abril | Viña del Mar | Everton           | 2:1       | Ayacucho          |
| 28 de abril | Cochabamba   | Jorge Wilstermann | 1:3       | São Paulo         |
| 5 de mayo | Viña del Mar | Everton           | 0:0       | São Paulo         |
| 5 de mayo | Cusco        | Ayacucho          | 0:0       | Jorge Wilstermann |
| 18 de mayo | Cusco        | Ayacucho          | 0:2       | Everton           |
| 19 de mayo | São Paulo    | São Paulo         | 3:0       | Jorge Wilstermann |
| 25 de mayo | São Paulo    | São Paulo         | 1:0       | Ayacucho          |
| 25 de mayo | Cochabamba   | Jorge Wilstermann | 0:2       | Everton           |

### Grupo E
| Equipo                 | Pts. | PJ | PG | PE | PP | GF | GC | DG |
| ---------------------- | ---- | -- | -- | -- | -- | -- | -- | -- |
| Internacional          | 12   | 6  | 3  | 3  | 0  | 12 | 5  | 7  |
| Guaireña               | 10   | 6  | 2  | 4  | 0  | 10 | 8  | 2  |
| Independiente Medellín | 5    | 6  | 1  | 2  | 3  | 8  | 11 | –3 |
| 9 de Octubre           | 4    | 6  | 1  | 1  | 4  | 9  | 15 | –6 |

| \| Fecha \| Lugar \| Local \| Resultado \| Visitante \| \| ----------- \| ------------ \| ---------------------- \| --------- \| ---------------------- \| \| 6 de abril \| Manta \| 9 de Octubre \| 2:2 \| Internacional \| \| 7 de abril \| Asunción \| Guaireña \| 3:3 \| Independiente Medellín \| \| 14 de abril \| Medellín \| Independiente Medellín \| 2:1 \| 9 de Octubre \| \| 14 de abril \| Porto Alegre \| Internacional \| 1:1 \| Guaireña \| \| 26 de abril \| Pereira \| Independiente Medellín \| 0:1 \| Internacional \| \| 27 de abril \| Asunción \| Guaireña \| 1:0 \| 9 de Octubre \| \| 3 de mayo \| Manta \| 9 de Octubre \| 3:2 \| Independiente Medellín \| \| 5 de mayo \| Asunción \| Guaireña \| 1:1 \| Internacional \| \| 17 de mayo \| Porto Alegre \| Internacional \| 2:0 \| Independiente Medellín \| \| 17 de mayo \| Manta \| 9 de Octubre \| 2:3 \| Guaireña \| \| 24 de mayo \| Porto Alegre \| Internacional \| 5:1 \| 9 de Octubre \| \| 24 de mayo \| Pereira \| Independiente Medellín \| 1:1 \| Guaireña \| |              |                        |           |                        |
| Fecha | Lugar        | Local                  | Resultado | Visitante              |
| 6 de abril | Manta        | 9 de Octubre           | 2:2       | Internacional          |
| 7 de abril | Asunción     | Guaireña               | 3:3       | Independiente Medellín |
| 14 de abril | Medellín     | Independiente Medellín | 2:1       | 9 de Octubre           |
| 14 de abril | Porto Alegre | Internacional          | 1:1       | Guaireña               |
| 26 de abril | Pereira      | Independiente Medellín | 0:1       | Internacional          |
| 27 de abril | Asunción     | Guaireña               | 1:0       | 9 de Octubre           |
| 3 de mayo | Manta        | 9 de Octubre           | 3:2       | Independiente Medellín |
| 5 de mayo | Asunción     | Guaireña               | 1:1       | Internacional          |
| 17 de mayo | Porto Alegre | Internacional          | 2:0       | Independiente Medellín |
| 17 de mayo | Manta        | 9 de Octubre           | 2:3       | Guaireña               |
| 24 de mayo | Porto Alegre | Internacional          | 5:1       | 9 de Octubre           |
| 24 de mayo | Pereira      | Independiente Medellín | 1:1       | Guaireña               |

### Grupo F
| Equipo               | Pts. | PJ | PG | PE | PP | GF | GC | DG |
| -------------------- | ---- | -- | -- | -- | -- | -- | -- | -- |
| Atlético Goianiense  | 13   | 6  | 4  | 1  | 1  | 11 | 5  | 6  |
| Liga de Quito        | 11   | 6  | 3  | 2  | 1  | 11 | 9  | 2  |
| Deportes Antofagasta | 6    | 6  | 2  | 0  | 4  | 6  | 11 | –5 |
| Defensa y Justicia   | 4    | 6  | 1  | 1  | 4  | 8  | 11 | –3 |

| \| Fecha \| Lugar \| Local \| Resultado \| Visitante \| \| ----------- \| ---------------- \| -------------------- \| --------- \| -------------------- \| \| 5 de abril \| Goiânia \| Atlético Goianiense \| 4:0 \| Liga de Quito \| \| 6 de abril \| Antofagasta \| Deportes Antofagasta \| 1:3 \| Defensa y Justicia \| \| 12 de abril \| Quito \| Liga de Quito \| 4:0 \| Deportes Antofagasta \| \| 12 de abril \| Florencio Varela \| Defensa y Justicia \| 0:1 \| Atlético Goianiense \| \| 27 de abril \| Antofagasta \| Deportes Antofagasta \| 2:1 \| Atlético Goianiense \| \| 28 de abril \| Florencio Varela \| Defensa y Justicia \| 1:2 \| Liga de Quito \| \| 4 de mayo \| Goiânia \| Atlético Goianiense \| 3:2 \| Defensa y Justicia \| \| 4 de mayo \| Antofagasta \| Deportes Antofagasta \| 1:2 \| Liga de Quito \| \| 17 de mayo \| Goiânia \| Atlético Goianiense \| 1:0 \| Deportes Antofagasta \| \| 18 de mayo \| Quito \| Liga de Quito \| 2:2 \| Defensa y Justicia \| \| 24 de mayo \| Quito \| Liga de Quito \| 1:1 \| Atlético Goianiense \| \| 24 de mayo \| Florencio Varela \| Defensa y Justicia \| 0:2 \| Deportes Antofagasta \| |                  |                      |           |                      |
| Fecha | Lugar            | Local                | Resultado | Visitante            |
| 5 de abril | Goiânia          | Atlético Goianiense  | 4:0       | Liga de Quito        |
| 6 de abril | Antofagasta      | Deportes Antofagasta | 1:3       | Defensa y Justicia   |
| 12 de abril | Quito            | Liga de Quito        | 4:0       | Deportes Antofagasta |
| 12 de abril | Florencio Varela | Defensa y Justicia   | 0:1       | Atlético Goianiense  |
| 27 de abril | Antofagasta      | Deportes Antofagasta | 2:1       | Atlético Goianiense  |
| 28 de abril | Florencio Varela | Defensa y Justicia   | 1:2       | Liga de Quito        |
| 4 de mayo | Goiânia          | Atlético Goianiense  | 3:2       | Defensa y Justicia   |
| 4 de mayo | Antofagasta      | Deportes Antofagasta | 1:2       | Liga de Quito        |
| 17 de mayo | Goiânia          | Atlético Goianiense  | 1:0       | Deportes Antofagasta |
| 18 de mayo | Quito            | Liga de Quito        | 2:2       | Defensa y Justicia   |
| 24 de mayo | Quito            | Liga de Quito        | 1:1       | Atlético Goianiense  |
| 24 de mayo | Florencio Varela | Defensa y Justicia   | 0:2       | Deportes Antofagasta |

### Grupo G
| Equipo              | Pts. | PJ | PG | PE | PP | GF | GC | DG  |
| ------------------- | ---- | -- | -- | -- | -- | -- | -- | --- |
| Ceará               | 18   | 6  | 6  | 0  | 0  | 17 | 1  | 16  |
| Independiente       | 12   | 6  | 4  | 0  | 2  | 13 | 4  | 9   |
| General Caballero   | 4    | 6  | 1  | 1  | 4  | 2  | 15 | –13 |
| Deportivo La Guaira | 1    | 6  | 0  | 1  | 5  | 1  | 13 | –12 |

| \| Fecha \| Lugar \| Local \| Resultado \| Visitante \| \| ----------- \| ---------- \| ------------------- \| --------- \| ------------------- \| \| 5 de abril \| Fortaleza \| Ceará \| 2:1 \| Independiente \| \| 6 de abril \| Asunción \| General Caballero \| 1:1 \| Deportivo La Guaira \| \| 12 de abril \| Caracas \| Deportivo La Guaira \| 0:2 \| Ceará \| \| 12 de abril \| Avellaneda \| Independiente \| 2:0 \| General Caballero \| \| 26 de abril \| Caracas \| Deportivo La Guaira \| 0:2 \| Independiente \| \| 26 de abril \| Asunción \| General Caballero \| 0:2 \| Ceará \| \| 3 de mayo \| Fortaleza \| Ceará \| 3:0 \| Deportivo La Guaira \| \| 3 de mayo \| Asunción \| General Caballero \| 0:4 \| Independiente \| \| 17 de mayo \| Fortaleza \| Ceará \| 6:0 \| General Caballero \| \| 19 de mayo \| Avellaneda \| Independiente \| 4:0 \| Deportivo La Guaira \| \| 25 de mayo \| Avellaneda \| Independiente \| 0:2 \| Ceará \| \| 25 de mayo \| Caracas \| Deportivo La Guaira \| 0:1 \| General Caballero \| |            |                     |           |                     |
| Fecha | Lugar      | Local               | Resultado | Visitante           |
| 5 de abril | Fortaleza  | Ceará               | 2:1       | Independiente       |
| 6 de abril | Asunción   | General Caballero   | 1:1       | Deportivo La Guaira |
| 12 de abril | Caracas    | Deportivo La Guaira | 0:2       | Ceará               |
| 12 de abril | Avellaneda | Independiente       | 2:0       | General Caballero   |
| 26 de abril | Caracas    | Deportivo La Guaira | 0:2       | Independiente       |
| 26 de abril | Asunción   | General Caballero   | 0:2       | Ceará               |
| 3 de mayo | Fortaleza  | Ceará               | 3:0       | Deportivo La Guaira |
| 3 de mayo | Asunción   | General Caballero   | 0:4       | Independiente       |
| 17 de mayo | Fortaleza  | Ceará               | 6:0       | General Caballero   |
| 19 de mayo | Avellaneda | Independiente       | 4:0       | Deportivo La Guaira |
| 25 de mayo | Avellaneda | Independiente       | 0:2       | Ceará               |
| 25 de mayo | Caracas    | Deportivo La Guaira | 0:1       | General Caballero   |

### Grupo H
| Equipo            | Pts. | PJ | PG | PE | PP | GF | GC | DG  |
| ----------------- | ---- | -- | -- | -- | -- | -- | -- | --- |
| Unión             | 12   | 6  | 3  | 3  | 0  | 10 | 2  | 8   |
| Fluminense        | 11   | 6  | 3  | 2  | 1  | 15 | 5  | 10  |
| Junior            | 10   | 6  | 3  | 1  | 2  | 10 | 8  | 2   |
| Oriente Petrolero | 0    | 6  | 0  | 0  | 6  | 3  | 23 | –20 |

| \| Fecha \| Lugar \| Local \| Resultado \| Visitante \| \| ----------- \| ----------------------- \| ----------------- \| --------- \| ----------------- \| \| 6 de abril \| Río de Janeiro \| Fluminense \| 3:0 \| Oriente Petrolero \| \| 6 de abril \| Santa Fe \| Unión \| 1:1 \| Junior \| \| 12 de abril \| Santa Cruz de la Sierra \| Oriente Petrolero \| 1:3 \| Unión \| \| 13 de abril \| Barranquilla \| Junior \| 3:0 \| Fluminense \| \| 26 de abril \| Río de Janeiro \| Fluminense \| 0:0 \| Unión \| \| 28 de abril \| Santa Cruz de la Sierra \| Oriente Petrolero \| 1:3 \| Junior \| \| 4 de mayo \| Río de Janeiro \| Fluminense \| 2:1 \| Junior \| \| 5 de mayo \| Santa Fe \| Unión \| 2:0 \| Oriente Petrolero \| \| 17 de mayo \| Barranquilla \| Junior \| 2:0 \| Oriente Petrolero \| \| 19 de mayo \| Santa Fe \| Unión \| 0:0 \| Fluminense \| \| 26 de mayo \| Barranquilla \| Junior \| 0:4 \| Unión \| \| 26 de mayo \| Santa Cruz de la Sierra \| Oriente Petrolero \| 1:10 \| Fluminense \| |                         |                   |           |                   |
| Fecha | Lugar                   | Local             | Resultado | Visitante         |
| 6 de abril | Río de Janeiro          | Fluminense        | 3:0       | Oriente Petrolero |
| 6 de abril | Santa Fe                | Unión             | 1:1       | Junior            |
| 12 de abril | Santa Cruz de la Sierra | Oriente Petrolero | 1:3       | Unión             |
| 13 de abril | Barranquilla            | Junior            | 3:0       | Fluminense        |
| 26 de abril | Río de Janeiro          | Fluminense        | 0:0       | Unión             |
| 28 de abril | Santa Cruz de la Sierra | Oriente Petrolero | 1:3       | Junior            |
| 4 de mayo | Río de Janeiro          | Fluminense        | 2:1       | Junior            |
| 5 de mayo | Santa Fe                | Unión             | 2:0       | Oriente Petrolero |
| 17 de mayo | Barranquilla            | Junior            | 2:0       | Oriente Petrolero |
| 19 de mayo | Santa Fe                | Unión             | 0:0       | Fluminense        |
| 26 de mayo | Barranquilla            | Junior            | 0:4       | Unión             |
| 26 de mayo | Santa Cruz de la Sierra | Oriente Petrolero | 1:10      | Fluminense        |

## Fase final
Se compone de cuatro etapas: octavos y cuartos de final, semifinales y final. Se disputaron por eliminación directa en partidos de ida y vuelta, excepto la Final, que se jugó a partido único. Los ocho terceros de la Fase de grupos de la Copa Libertadores 2022 ingresaron en esta fase, en la que se comenzó a utilizar el árbitro asistente de video (VAR). 
Los equipos se numeraron, a los fines de establecer las localías en los cruces a dos partidos, según su desempeño anterior, ocupando los clasificados en el torneo los ocho primeros lugares y los transferidos de la Copa Libertadores los ocho últimos. Los primeros fueron locales en el partido de vuelta. 
El sorteo de las llaves de octavos, que enfrentaría a cada equipo con uno de la otra tabla, se realizó el 27 de mayo.

### Tabla de primeros
| N.º | Equipo              | Pts. | PJ | PG | PE | PP | GF | GC | DG |
| --- | ------------------- | ---- | -- | -- | -- | -- | -- | -- | -- |
| 1   | Ceará               | 18   | 6  | 6  | 0  | 0  | 17 | 1  | 16 |
| 2   | São Paulo           | 16   | 6  | 5  | 1  | 0  | 12 | 3  | 9  |
| 3   | Atlético Goianiense | 13   | 6  | 4  | 1  | 1  | 11 | 5  | 6  |
| 4   | Unión               | 12   | 6  | 3  | 3  | 0  | 10 | 2  | 8  |
| 5   | Internacional       | 12   | 6  | 3  | 3  | 0  | 12 | 5  | 7  |
| 6   | Melgar              | 12   | 6  | 4  | 0  | 2  | 10 | 6  | 4  |
| 7   | Lanús               | 11   | 6  | 3  | 2  | 1  | 7  | 4  | 3  |
| 8   | Santos              | 11   | 6  | 3  | 2  | 1  | 7  | 5  | 2  |

### Tabla de terceros de la Copa Libertadores
| N.º | Equipo                  | Pts. | PJ | PG | PE | PP | GF | GC | DG |
| --- | ----------------------- | ---- | -- | -- | -- | -- | -- | -- | -- |
| 9   | Deportivo Cali          | 8    | 6  | 2  | 2  | 2  | 7  | 4  | 3  |
| 10  | Independiente del Valle | 8    | 6  | 2  | 2  | 2  | 9  | 7  | 2  |
| 11  | Olimpia                 | 8    | 6  | 2  | 2  | 2  | 4  | 4  | 0  |
| 12  | Nacional                | 7    | 6  | 2  | 1  | 3  | 7  | 7  | 0  |
| 13  | Colo-Colo               | 7    | 6  | 2  | 1  | 3  | 9  | 13 | –4 |
| 14  | Deportivo Táchira       | 7    | 6  | 2  | 1  | 3  | 8  | 14 | –6 |
| 15  | The Strongest           | 6    | 6  | 1  | 3  | 2  | 8  | 7  | 1  |
| 16  | Universidad Católica    | 4    | 6  | 1  | 1  | 4  | 5  | 10 | –5 |

### Cuadro de desarrollo
|  | Octavos de final          | Octavos de final          | Octavos de final          | Octavos de final          | Octavos de final          |   |       | Cuartos de final        | Cuartos de final  | Cuartos de final  | Cuartos de final  | Cuartos de final  |  |   | Semifinales                     | Semifinales                     | Semifinales                     | Semifinales                     | Semifinales                     |  |           | Final        | Final        | Final        |  |
|  | 28 de junio al 7 de julio | 28 de junio al 7 de julio | 28 de junio al 7 de julio | 28 de junio al 7 de julio | 28 de junio al 7 de julio |   |       | 2 al 11 de agosto       | 2 al 11 de agosto | 2 al 11 de agosto | 2 al 11 de agosto | 2 al 11 de agosto |  |   | 31 de agosto al 8 de septiembre | 31 de agosto al 8 de septiembre | 31 de agosto al 8 de septiembre | 31 de agosto al 8 de septiembre | 31 de agosto al 8 de septiembre |  |           | 1 de octubre | 1 de octubre | 1 de octubre |  |
|  |                           |                           |                           |                           |                           |   |       |                         |                   |                   |                   |                   |  |   |                                 |                                 |                                 |                                 |                                 |  |           |              |              |              |  |
|  |                           |                           |                           |                           |                           |   |       |                         |                   |                   |                   |                   |  |   |                                 |                                 |                                 |                                 |                                 |  |           |              |              |              |  |
|  | 1                         | Ceará                     | 2                         | 3                         | 5                         |   |       |                         |                   |                   |                   |                   |  |   |                                 |                                 |                                 |                                 |                                 |  |           |              |              |              |  |
|  | 1                         | Ceará                     | 2                         | 3                         | 5                         |   |       |                         |                   |                   |                   |                   |  |   |                                 |                                 |                                 |                                 |                                 |  |           |              |              |              |  |
|  | 15                        | The Strongest             | 1                         | 0                         | 1                         |   |       |                         |                   |                   |                   |                   |  |   |                                 |                                 |                                 |                                 |                                 |  |           |              |              |              |  |
|  | 15                        | The Strongest             | 1                         | 0                         | 1                         |   | 1     | Ceará                   | 0                 | 2                 | 2 (3)             |                   |  |   |                                 |                                 |                                 |                                 |                                 |  |           |              |              |              |  |
|  |                           |                           |                           |                           |                           |   | 1     | Ceará                   | 0                 | 2                 | 2 (3)             |                   |  |   |                                 |                                 |                                 |                                 |                                 |  |           |              |              |              |  |
|  |                           |                           | 2                         | São Paulo                 | 1                         | 1 | 2 (4) |                         |                   |                   |                   |                   |  |   |                                 |                                 |                                 |                                 |                                 |  |           |              |              |              |  |
|  | 2                         | São Paulo                 | 2                         | São Paulo                 | 1                         | 1 | 2 (4) | 4                       | 4                 | 8                 |                   |                   |  |   |                                 |                                 |                                 |                                 |                                 |  |           |              |              |              |  |
|  | 2                         | São Paulo                 |                           |                           |                           |   |       |                         |                   | 8                 |                   |                   |  |   |                                 |                                 |                                 |                                 |                                 |  |           |              |              |              |  |
|  | 16                        | Universidad Católica      | 2                         | 1                         | 3                         |   |       |                         |                   |                   |                   |                   |  |   |                                 |                                 |                                 |                                 |                                 |  |           |              |              |              |  |
|  | 16                        | Universidad Católica      | 2                         | 1                         | 3                         |   |       |                         |                   |                   |                   |                   |  | 2 | São Paulo                       | 1                               | 2                               | 3 (4)                           |                                 |  |           |              |              |              |  |
|  |                           |                           |                           |                           |                           |   |       |                         |                   |                   |                   |                   |  | 2 | São Paulo                       | 1                               | 2                               | 3 (4)                           |                                 |  |           |              |              |              |  |
|  |                           |                           | 3                         | Atlético Goianiense       | 3                         | 0 | 3 (2) |                         |                   |                   |                   |                   |  |   |                                 |                                 |                                 |                                 |                                 |  |           |              |              |              |  |
|  | 3                         | Atlético Goianiense       | 3                         | Atlético Goianiense       | 3                         | 0 | 3 (2) | 0                       | 2                 | 2 (5)             |                   |                   |  |   |                                 |                                 |                                 |                                 |                                 |  |           |              |              |              |  |
|  | 3                         | Atlético Goianiense       |                           |                           |                           |   |       |                         |                   | 2 (5)             |                   |                   |  |   |                                 |                                 |                                 |                                 |                                 |  |           |              |              |              |  |
|  | 11                        | Olimpia                   | 2                         | 0                         | 2 (3)                     |   |       |                         |                   |                   |                   |                   |  |   |                                 |                                 |                                 |                                 |                                 |  |           |              |              |              |  |
|  | 11                        | Olimpia                   | 2                         | 0                         | 2 (3)                     |   | 3     | Atlético Goianiense     | 1                 | 3                 | 4                 |                   |  |   |                                 |                                 |                                 |                                 |                                 |  |           |              |              |              |  |
|  |                           |                           |                           |                           |                           |   | 3     | Atlético Goianiense     | 1                 | 3                 | 4                 |                   |  |   |                                 |                                 |                                 |                                 |                                 |  |           |              |              |              |  |
|  |                           |                           | 12                        | Nacional                  | 0                         | 0 | 0     |                         |                   |                   |                   |                   |  |   |                                 |                                 |                                 |                                 |                                 |  |           |              |              |              |  |
|  | 4                         | Unión                     | 12                        | Nacional                  | 0                         | 0 | 0     | 0                       | 1                 | 1                 |                   |                   |  |   |                                 |                                 |                                 |                                 |                                 |  |           |              |              |              |  |
|  | 4                         | Unión                     |                           |                           |                           |   |       |                         |                   | 1                 |                   |                   |  |   |                                 |                                 |                                 |                                 |                                 |  |           |              |              |              |  |
|  | 12                        | Nacional                  | 2                         | 2                         | 4                         |   |       |                         |                   |                   |                   |                   |  |   |                                 |                                 |                                 |                                 |                                 |  |           |              |              |              |  |
|  | 12                        | Nacional                  | 2                         | 2                         | 4                         |   |       |                         |                   |                   |                   |                   |  |   |                                 |                                 |                                 |                                 |                                 |  | São Paulo | São Paulo    | 0            |              |  |
|  |                           |                           |                           |                           |                           |   |       |                         |                   |                   |                   |                   |  |   |                                 |                                 |                                 |                                 |                                 |  | São Paulo | São Paulo    | 0            |              |  |
|  |                           |                           | Independiente del Valle   | Independiente del Valle   | 2                         |   |       |                         |                   |                   |                   |                   |  |   |                                 |                                 |                                 |                                 |                                 |  |           |              |              |              |  |
|  | 5                         | Internacional             | Independiente del Valle   | Independiente del Valle   | 2                         | 0 | 4     | 4                       |                   |                   |                   |                   |  |   |                                 |                                 |                                 |                                 |                                 |  |           |              |              |              |  |
|  | 5                         | Internacional             |                           |                           |                           |   |       |                         |                   |                   |                   |                   |  |   |                                 |                                 |                                 |                                 |                                 |  |           |              |              |              |  |
|  | 13                        | Colo-Colo                 | 2                         | 1                         | 3                         |   |       |                         |                   |                   |                   |                   |  |   |                                 |                                 |                                 |                                 |                                 |  |           |              |              |              |  |
|  | 13                        | Colo-Colo                 | 2                         | 1                         | 3                         |   | 5     | Internacional           | 0                 | 0                 | 0 (1)             |                   |  |   |                                 |                                 |                                 |                                 |                                 |  |           |              |              |              |  |
|  |                           |                           |                           |                           |                           |   | 5     | Internacional           | 0                 | 0                 | 0 (1)             |                   |  |   |                                 |                                 |                                 |                                 |                                 |  |           |              |              |              |  |
|  |                           |                           | 6                         | Melgar                    | 0                         | 0 | 0 (3) |                         |                   |                   |                   |                   |  |   |                                 |                                 |                                 |                                 |                                 |  |           |              |              |              |  |
|  | 6                         | Melgar                    | 6                         | Melgar                    | 0                         | 0 | 0 (3) | 0                       | 2                 | 2                 |                   |                   |  |   |                                 |                                 |                                 |                                 |                                 |  |           |              |              |              |  |
|  | 6                         | Melgar                    |                           |                           |                           |   |       |                         |                   | 2                 |                   |                   |  |   |                                 |                                 |                                 |                                 |                                 |  |           |              |              |              |  |
|  | 9                         | Deportivo Cali            | 0                         | 1                         | 1                         |   |       |                         |                   |                   |                   |                   |  |   |                                 |                                 |                                 |                                 |                                 |  |           |              |              |              |  |
|  | 9                         | Deportivo Cali            | 0                         | 1                         | 1                         |   |       |                         |                   |                   |                   |                   |  | 6 | Melgar                          | 0                               | 0                               | 0                               |                                 |  |           |              |              |              |  |
|  |                           |                           |                           |                           |                           |   |       |                         |                   |                   |                   |                   |  | 6 | Melgar                          | 0                               | 0                               | 0                               |                                 |  |           |              |              |              |  |
|  |                           |                           | 10                        | Independiente del Valle   | 3                         | 3 | 6     |                         |                   |                   |                   |                   |  |   |                                 |                                 |                                 |                                 |                                 |  |           |              |              |              |  |
|  | 7                         | Lanús                     | 10                        | Independiente del Valle   | 3                         | 3 | 6     | 1                       | 0                 | 1                 |                   |                   |  |   |                                 |                                 |                                 |                                 |                                 |  |           |              |              |              |  |
|  | 7                         | Lanús                     |                           |                           |                           |   |       |                         |                   | 1                 |                   |                   |  |   |                                 |                                 |                                 |                                 |                                 |  |           |              |              |              |  |
|  | 10                        | Independiente del Valle   | 2                         | 0                         | 2                         |   |       |                         |                   |                   |                   |                   |  |   |                                 |                                 |                                 |                                 |                                 |  |           |              |              |              |  |
|  | 10                        | Independiente del Valle   | 2                         | 0                         | 2                         |   | 10    | Independiente del Valle | 1                 | 4                 | 5                 |                   |  |   |                                 |                                 |                                 |                                 |                                 |  |           |              |              |              |  |
|  |                           |                           |                           |                           |                           |   | 10    | Independiente del Valle | 1                 | 4                 | 5                 |                   |  |   |                                 |                                 |                                 |                                 |                                 |  |           |              |              |              |  |
|  |                           |                           | 14                        | Deportivo Táchira         | 0                         | 1 | 1     |                         |                   |                   |                   |                   |  |   |                                 |                                 |                                 |                                 |                                 |  |           |              |              |              |  |
|  | 8                         | Santos                    | 14                        | Deportivo Táchira         | 0                         | 1 | 1     | 1                       | 1                 | 2 (2)             |                   |                   |  |   |                                 |                                 |                                 |                                 |                                 |  |           |              |              |              |  |
|  | 8                         | Santos                    |                           |                           |                           |   |       |                         |                   | 2 (2)             |                   |                   |  |   |                                 |                                 |                                 |                                 |                                 |  |           |              |              |              |  |
|  | 14                        | Deportivo Táchira         | 1                         | 1                         | 2 (4)                     |   |       |                         |                   |                   |                   |                   |  |   |                                 |                                 |                                 |                                 |                                 |  |           |              |              |              |  |
|  | 14                        | Deportivo Táchira         | 1                         | 1                         | 2 (4)                     |   |       |                         |                   |                   |                   |                   |  |   |                                 |                                 |                                 |                                 |                                 |  |           |              |              |              |  |
|  |                           |                           |                           |                           |                           |   |       |                         |                   |                   |                   |                   |  |   |                                 |                                 |                                 |                                 |                                 |  |           |              |              |              |  |

Nota: En las series a dos partidos, el equipo con el menor número de orden y que ocupa la primera línea es el que definió como local.

### Octavos de final
| 29 de junio, 20:30 (UTC-4) | Deportivo Táchira   | 1:1 (1:0) | Santos     | Polideportivo de Pueblo Nuevo, San Cristóbal |                                           |
|                            | Vinicius 30' (a.g.) | Reporte   | Angulo 86' | Árbitro(s): Gery Vargas VAR: Derlis López    | Árbitro(s): Gery Vargas VAR: Derlis López |

| 6 de julio, 21:30 (UTC-3) | Santos                                             | 1:1 (0:1) (2:4 p.)         | Deportivo Táchira                       | Estadio Vila Belmiro, Santos                  |                                               |
|                           | Marcos Leonardo 69'                                | Reporte                    | Uribe 27'                               | Árbitro(s): Kevin Ortega VAR: Víctor Carrillo | Árbitro(s): Kevin Ortega VAR: Víctor Carrillo |
|                           |                                                    | Tiros desde el punto penal |                                         |                                               |                                               |
|                           | Ricardo Goulart · Sandry · Sánchez · Lucas Barbosa |                            | Farías · Simisterra · Arace · Fernández |                                               |                                               |

| 30 de junio, 17:15 (UTC-5) | Independiente del Valle     | 2:1 (1:0) | Lanús        | Estadio Olímpico Atahualpa, Quito            |                                              |
|                            | Schunke 45+3' · Ayoví 90+4' | Reporte   | Belmonte 60' | Árbitro(s): Kevin Ortega VAR: Julio Bascuñán | Árbitro(s): Kevin Ortega VAR: Julio Bascuñán |

| 7 de julio, 19:15 (UTC-3) | Lanús | 0:0     | Independiente del Valle | Estadio Néstor Díaz Pérez, Lanús               |                                                |
|                           |       | Reporte |                         | Árbitro(s): Cristián Garay VAR: Carlos Benítez | Árbitro(s): Cristián Garay VAR: Carlos Benítez |

| 28 de junio, 20:30 (UTC-4) | Colo-Colo               | 2:0 (1:0) | Internacional | Estadio Monumental, Santiago                     |                                                  |
|                            | Lucero 12' · Solari 55' | Reporte   |               | Árbitro(s): Patricio Loustau VAR: Germán Delfino | Árbitro(s): Patricio Loustau VAR: Germán Delfino |

| 5 de julio, 21:30 (UTC-3) | Internacional                                                      | 4:1 (2:1) | Colo-Colo        | Estadio Beira-Rio, Porto Alegre               |                                               |
|                           | Alan Patrick 29' · Edenilson 32' · Alemão 60' · Pedro Henrique 74' | Reporte   | Costa 15' (pen.) | Árbitro(s): Darío Herrera VAR: Mauro Vigliano | Árbitro(s): Darío Herrera VAR: Mauro Vigliano |

| 29 de junio, 19:30 (UTC-5) | Deportivo Cali | 0:0     | Melgar | Estadio Deportivo Cali, Palmira                     |                                                     |
|                            |                | Reporte |        | Árbitro(s): Mario Díaz de Vivar VAR: Carlos Benítez | Árbitro(s): Mario Díaz de Vivar VAR: Carlos Benítez |

| 6 de julio, 19:30 (UTC-5) | Melgar                 | 2:1 (0:0) | Deportivo Cali | Estadio Monumental UNSA, Arequipa        |                                          |
|                           | Cuesta 58' (pen.), 73' | Reporte   | Mosquera 90+7' | Árbitro(s): Facundo Tello VAR: Juan Soto | Árbitro(s): Facundo Tello VAR: Juan Soto |

| 28 de junio, 19:15 (UTC-3) | Nacional                 | 2:0 (2:0) | Unión | Estadio Gran Parque Central, Montevideo     |                                             |
|                            | Fagúndez 4' · Lozano 21' | Reporte   |       | Árbitro(s): Cristián Garay VAR: Carlos Orbe | Árbitro(s): Cristián Garay VAR: Carlos Orbe |

| 5 de julio, 19:15 (UTC-3) | Unión      | 1:2 (0:0) | Nacional                    | Estadio 15 de Abril, Santa Fe         |                                       |
|                           | Brítez 70' | Reporte   | Ramírez 78' · Rodríguez 84' | Árbitro(s): Piero Maza VAR: Juan Lara | Árbitro(s): Piero Maza VAR: Juan Lara |

| 30 de junio, 20:30 (UTC-4) | Olimpia                  | 2:0 (1:0) | Atlético Goianiense | Estadio Defensores del Chaco, Asunción |                                       |
|                            | González 36' · Silva 56' | Reporte   |                     | Árbitro(s): Piero Maza VAR: Juan Lara  | Árbitro(s): Piero Maza VAR: Juan Lara |

| 7 de julio, 21:30 (UTC-3) | Atlético Goianiense                                                     | 2:0 (2:0) (5:3 p.)         | Olimpia                           | Estadio Serra Dourada, Goiânia                |                                               |
|                           | Churín 4' · Airton 8'                                                   | Reporte                    |                                   | Árbitro(s): Wilmar Roldán VAR: Julio Bascuñán | Árbitro(s): Wilmar Roldán VAR: Julio Bascuñán |
|                           |                                                                         | Tiros desde el punto penal |                                   |                                               |                                               |
|                           | Wellington Rato · Gabriel Baralhas · Shaylon · Rickson · Marlon Freitas |                            | Silva · Quitana · Ortiz · Cardozo |                                               |                                               |

| 30 de junio, 20:30 (UTC-4) | Universidad Católica        | 2:4 (0:3) | São Paulo                                            | Estadio San Carlos de Apoquindo, Santiago           |                                                     |
|                            | Zampedri 47' · Valencia 85' | Reporte   | Reinaldo 15' (pen.) · Luciano 28', 39' · Calleri 63' | Árbitro(s): Christian Ferreyra VAR: Leodán González | Árbitro(s): Christian Ferreyra VAR: Leodán González |

| 7 de julio, 21:30 (UTC-3) | São Paulo                                                               | 4:1 (2:0) | Universidad Católica | Estadio Morumbi, São Paulo                   |                                              |
|                           | Luciano 14' · Éder 45+5' (pen.) · João Moreira 59' · Rodrigo Nestor 81' | Reporte   | Fuenzalida 88'       | Árbitro(s): Alexis Herrera VAR: Jhon Perdomo | Árbitro(s): Alexis Herrera VAR: Jhon Perdomo |

| 29 de junio, 18:15 (UTC-4) | The Strongest | 1:2 (1:0) | Ceará                        | Estadio Hernando Siles, La Paz                |                                               |
|                            | Ursino 5'     | Reporte   | Erick 76' · Zé Roberto 90+3' | Árbitro(s): Esteban Ostojich VAR: Eber Aquino | Árbitro(s): Esteban Ostojich VAR: Eber Aquino |

| 6 de julio, 19:15 (UTC-3) | Ceará                                                   | 3:0 (2:0) | The Strongest | Arena Castelão, Fortaleza                   |                                             |
|                           | Richardson 23' · Víctor Luis 26' · Vinicius Moreira 52' | Reporte   |               | Árbitro(s): Derlis López VAR: Nicolás Gallo | Árbitro(s): Derlis López VAR: Nicolás Gallo |

### Cuartos de final
| 2 de agosto, 19:15 (UTC-3) | Nacional | 0:1 (0:1) | Atlético Goianiense | Estadio Gran Parque Central, Montevideo     |                                             |
|                            |          | Reporte   | Luiz Fernando 23'   | Árbitro(s): Eber Aquino VAR: Carlos Benítez | Árbitro(s): Eber Aquino VAR: Carlos Benítez |

| 9 de agosto, 19:15 (UTC-3) | Atlético Goianiense                            | 3:0 (2:0) | Nacional | Estadio Serra Dourada, Goiânia                |                                               |
|                            | Luiz Fernando 5', 53' · Gabriel Baralhas 45+1' | Reporte   |          | Árbitro(s): Darío Herrera VAR: Germán Delfino | Árbitro(s): Darío Herrera VAR: Germán Delfino |

| 2 de agosto, 20:30 (UTC-4) | Deportivo Táchira | 0:1 (0:1) | Independiente del Valle | Polideportivo de Pueblo Nuevo, San Cristóbal   |                                                |
|                            |                   | Reporte   | Angulo 3'               | Árbitro(s): Wilton Sampaio VAR: Rodolpho Toski | Árbitro(s): Wilton Sampaio VAR: Rodolpho Toski |

| 9 de agosto, 19:30 (UTC-5) | Independiente del Valle                                             | 4:1 (2:1) | Deportivo Táchira | Estadio Rodrigo Paz Delgado, Quito        |                                           |
|                            | Chávez 32' · Sornoza 45+5' (pen.) · Díaz 64' · Faravelli 81' (pen.) | Reporte   | Hernández 26'     | Árbitro(s): Jhon Ospina VAR: Jhon Perdomo | Árbitro(s): Jhon Ospina VAR: Jhon Perdomo |

| 3 de agosto, 19:15 (UTC-3) | São Paulo | 1:0 (0:0) | Ceará | Estadio Morumbi, São Paulo               |                                          |
|                            | Nikão 70' | Reporte   |       | Árbitro(s): Piero Maza VAR: Jhon Perdomo | Árbitro(s): Piero Maza VAR: Jhon Perdomo |

| 10 de agosto, 19:15 (UTC-3) | Ceará                                                                      | 2:1 (1:0) (3:4 p.)         | São Paulo                                                              | Arena Castelão, Fortaleza                         |                                                   |
|                             | Mendoza 44' · Guilherme Castilho 63'                                       | Reporte                    | Igor Vinícius 53'                                                      | Árbitro(s): Fernando Rapallini VAR: Nicolás Gallo | Árbitro(s): Fernando Rapallini VAR: Nicolás Gallo |
|                             |                                                                            | Tiros desde el punto penal |                                                                        |                                                   |                                                   |
|                             | Guilherme Castilho · Víctor Luis · Matheus Peixoto · Erick · Vina · Sobral |                            | Calleri · Igor Vinícius · Luciano · Diego Costa · Igor Gomes · Patrick |                                                   |                                                   |

| 4 de agosto, 17:15 (UTC-5) | Melgar | 0:0     | Internacional | Estadio Monumental de la UNSA, Arequipa         |                                                 |
|                            |        | Reporte |               | Árbitro(s): Andrés Matonte VAR: Leodán González | Árbitro(s): Andrés Matonte VAR: Leodán González |

| 11 de agosto, 19:15 (UTC-3) | Internacional                                 | 0:0 (1:3 p.)               | Melgar                               | Estadio Beira-Rio, Porto Alegre          |                                          |
|                             |                                               | Reporte                    |                                      | Árbitro(s): Roberto Tobar VAR: Juan Lara | Árbitro(s): Roberto Tobar VAR: Juan Lara |
|                             |                                               | Tiros desde el punto penal |                                      |                                          |                                          |
|                             | Edenílson · Taison · De Pena · Pedro Henrique |                            | Cabrera · Galeano · Cuesta · Iberico |                                          |                                          |

### Semifinales
| 31 de agosto, 19:30 (UTC-5) | Independiente del Valle                | 3:0 (1:0) | Melgar | Estadio Rodrigo Paz Delgado, Quito            |                                               |
|                             | Schunke 29' · Faravelli 67' · Díaz 69' | Reporte   |        | Árbitro(s): Raphael Claus VAR: Rodolpho Toski | Árbitro(s): Raphael Claus VAR: Rodolpho Toski |

| 7 de septiembre, 19:30 (UTC-5) | Melgar | 0:3 (0:1) | Independiente del Valle     | Estadio Monumental de la UNSA, Arequipa            |                                                    |
|                                |        | Reporte   | Díaz 28', 53' · Segovia 88' | Árbitro(s): Fernando Rapallini VAR: Mauro Vigliano | Árbitro(s): Fernando Rapallini VAR: Mauro Vigliano |

| 1 de septiembre, 21:30 (UTC-3) | Atlético Goianiense                          | 3:1 (1:1) | São Paulo   | Estadio Serra Dourada, Goiânia              |                                             |
|                                | Jorginho 11' · Shaylon 56' · Léo Pereira 78' | Reporte   | Luciano 23' | Árbitro(s): Jesús Valenzuela VAR: Juan Soto | Árbitro(s): Jesús Valenzuela VAR: Juan Soto |

| 8 de septiembre, 21:30 (UTC-3) | São Paulo                                              | 2:0 (1:0) (4:2 p.)         | Atlético Goianiense                                | Estadio Morumbi, São Paulo                     |                                                |
|                                | Patrick 4', 63'                                        | Reporte                    |                                                    | Árbitro(s): Darío Herrera VAR: Leodán González | Árbitro(s): Darío Herrera VAR: Leodán González |
|                                |                                                        | Tiros desde el punto penal |                                                    |                                                |                                                |
|                                | Reinaldo · Calleri · Luciano · Igor Vinícius · Galoppo |                            | Wellington Rato · Baralhas · Shaylon · Léo Pereira |                                                |                                                |

### Final
| 1 de octubre, 17:00 (UTC-3) | São Paulo | 0:2 (0:1) | Independiente del Valle  | Estadio Mario Alberto Kempes, Córdoba                                         |                                                                               |
|                             |           | Reporte   | Díaz 13' · Faravelli 67' | Asistencia: 24 683 espectadores Árbitro(s): Wilmar Roldán VAR: Julio Bascuñán | Asistencia: 24 683 espectadores Árbitro(s): Wilmar Roldán VAR: Julio Bascuñán |

|                                            |
| Bandera de Ecuador                         |
| Campeón Independiente del Valle 2.º título |

## Estadísticas

### Goleadores
| Jugador             | Club                    | Goles | Part. |
| ------------------- | ----------------------- | ----- | ----- |
| Bernardo Cuesta     | Melgar                  | 8     | 13    |
| John Stiven Mendoza | Ceará                   | 6     | 8     |
| Lautaro Díaz        | Independiente del Valle | 5     | 7     |
| Mario Otazú         | Guaireña                | 5     | 7     |
| Miguel Borja        | Junior                  | 5     | 8     |
| Luciano             | São Paulo               | 5     | 12    |

### Asistentes
| Jugador           | Club                    | Asistencias |
| ----------------- | ----------------------- | ----------- |
| Danny Luna        | 9 de Octubre            | 6           |
| Junior Sornoza    | Independiente del Valle | 4           |
| Marco Angulo      | Independiente del Valle | 3           |
| Diego Churín      | Atlético Goianiense     | 3           |
| Leandro Fernández | Independiente           | 3           |
| Jorginho          | Atlético Goianiense     | 3           |
| Taison            | Internacional           | 3           |
| Willian           | Fluminense              | 3           |

### Equipo Ideal
| Equipo Ideal 2022 | Equipo Ideal 2022 | Equipo Ideal 2022       |
| Pos.              | Futbolista        | Equipo                  |
| ----------------- | ----------------- | ----------------------- |
| Guardameta        | Moisés Ramírez    | Independiente del Valle |
| Defensa           | Igor Vinícius     | Sao Paulo               |
| Defensa           | Luis Segovia      | Independiente del Valle |
| Defensa           | Richard Schunke   | Independiente del Valle |
| Centrocampista    | Junior Sornoza    | Independiente del Valle |
| Centrocampista    | Lorenzo Faravelli | Independiente del Valle |
| Centrocampista    | Jorginho          | Atlético Goianiense     |
| Centrocampista    | Rodrigo Nestor    | Sao Paulo               |
| Delantero         | Luciano           | Sao Paulo               |
| Delantero         | Lautaro Díaz      | Independiente del Valle |
| Delantero         | Bernardo Cuesta   | Melgar                  |